# (38720) 2000 QB128
2000 QB128 (asteroide 38720) é um asteroide da cintura principal. Possui uma excentricidade de 0.10497720 e uma inclinação de 6.80872º.
Este asteroide foi descoberto no dia 24 de agosto de 2000 por LINEAR em Socorro.